# Mołstowo, Hạt Łobez
Mołstowo [mɔu̯sˈtɔvɔ] (trước đây là Molstow của Đức) là một khu định cư ở khu hành chính của Gmina Resko, thuộc quận Łobez, West Pomeranian Voivodeship, ở phía tây bắc Ba Lan. Nó nằm khoảng 11 kilômét (7 mi)   phía đông Resko, 17 km (11 mi) phía bắc Łobez và 76 km (47 mi) về phía đông bắc của thủ đô khu vực Szczecin.
Trước năm 1945, khu vực này là một phần của Đức. Đối với lịch sử của khu vực, xem Lịch sử của Pomerania.